# Sivša
Sivša (en cyrillique : Сивша) est un village de Bosnie-Herzégovine. Il est situé dans la municipalité d'Usora, dans le canton de Zenica-Doboj et dans la fédération de Bosnie-et-Herzégovine. Selon les premiers résultats du recensement bosnien de 2013, il compte 1 472 habitants.
Sivša est le centre administratif de la municipalité d'Usora.

## Démographie

### Évolution historique de la population dans la localité
| 1948 | 1953 | 1961  | 1971  | 1981  | 1991  | 2013  |
| ---- | ---- | ----- | ----- | ----- | ----- | ----- |
| -    | -    | 1 041 | 1 359 | 1 512 | 1 609 | 1 472 |

|  |

### Communauté locale
En 1991, la communauté locale de Sivša comptait 2 033 habitants, répartis de la manière suivante :